# 12751 Kamihayashi
12751 Kamihayashi è un asteroide della fascia principale. Scoperto nel 1993, presenta un'orbita caratterizzata da un semiasse maggiore pari a 2,3722179 UA e da un'eccentricità di 0,1682676, inclinata di 3,14436° rispetto all'eclittica.